# محمد عبده صالح الوحش
محمد عبده صالح الوحش (9 مايو 1929 - 21 مايو 2008) لاعب كرة قدم مصري ومدرب والرئيس السابق للنادي الأهلي والمدير الفني لمنتخب مصر في الثمانينات والمدير الفني السابق للاتحاد الإفريقي لكرة القدم ومحاضر دولي.

## نشأته
نشأ في حي السيدة زينب بالقاهرة، وبدأ حياته الرياضية لاعبا بالنادي الأهلي وعمره 15 سنة. وظل يلعب ويكبر فيه حتى قاد النادي للفوز بلقب الدوري المصري 1953/1954، ثم اتجه للاعتزال وهو في الخامسة والعشرين من العمر.

## عمله في مجال الرياضة
- تلقى الوحش عددا من الدورات التدريبية في ألمانيا والنمسا، ثم اتجه للتدريب في بداية الخمسينيات من القرن العشرين وعمل مدرباً للفريق الأول لكرة القدم بالنادي الأهلي.[2]
- ثم عمل مفتشاً بوزارة التربية والتعليم بالكويت عام 1963 ومدربا لمنتخب الكويت لمدة 5 سنوات وعندما عاد قام بتدريب الأهلي مجدداً لمدة عامين.
- التحق بالإتحاد الأفريقي كمدير للإدارة الفنية، ثم عمل بالإتحاد الدولي منذ عام 1982، ومن عام 1985 بدأ يضع جميع الدراسات لمدربي أفريقيا بالاتحاد الأفريقي وأستمر 13 سنة حتى 1998.

عمل كرئيس لإتحاد كرة القدم المؤقت عام 2000.
- كان رائدا للتدريب الأكاديمي في الوطن العربي وواحد من ثمانية خبراء في اللجنة الفنية للاتحاد الدولي لكرة القدم «الفيفا».

## قرائات خارجية
- العربية للأخبار، وفاة الخبير الكروي عبده صالح الوحش بعد صراع مع المرض
- النادي الأهلي المصري، محمد عبده صالح الوحش «الدم الأهلاوي الكبير» - سيرة